# Beredskabssektionen
Beredskabssektionen er en afdeling under Københavns Politi. Efter endt uddannelse skal alle politibetjente i 7 måneders tjeneste i sektionen.
Beredskabssektionen indsættes i forbindelse med voldelige demonstrationer, sikring, beskyttelse ved politiske møder og i retssale, uro i forbindelse med fodboldskampe, rydning af rockerborge og aktioner.